# Apeadero Orlando
Orlando era una estación ferroviaria ubicada en el partido de Exaltación de la Cruz, Provincia de Buenos Aires, Argentina. Pertenecía al Ferrocarril General Urquiza de la red ferroviaria argentina.

## Servicios
No presenta servicios de pasajeros ni de cargas. Hasta 2011, por sus vías corrían servicios de pasajeros desde Estación Federico Lacroze hacia la Estación Posadas en la provincia de Misiones. Hasta el 24 de mayo de 2012 corría el servicio internacional desde Pilar a Paso de los Toros en Uruguay prestado por la empresa Trenes de Buenos Aires, que ingresaba a dicho país por el puente ferrovial de la represa de Salto Grande y hasta Posadas, prestado por la misma empresa. Desde ese año no presenta ningún tipo de servicios de pasajeros ni de cargas, a pesar de que el ramal está bajo jurisdicción de la empresa estatal Trenes Argentinos Cargas.